# Entursa
La Empresa Nacional de Turismo (Entursa), fue una empresa pública española dedicada al sector de la hostelería, creada en 1963 y promovida por el Instituto Nacional de Industria (INI). Se encargaba de la gestión y construcción de establecimientos hoteleros, para satisfacer la demanda provocada por el notable auge del turismo en esa época. 
Formaba parte del conglomerado de empresas del INI, dedicadas al incipiente sector turístico durante los sesenta en España.

## Creación
Durante la década de los sesenta, España experimenta un crecimiento exponencial en el turismo proveniente del norte de Europa, que provoca la intervención directa del Estado en el sector turístico. En el sector de la hostelería se crean dos cadenas hoteleras: la "Red de Paradores y Albergues", dependiente del Ministerio de Información y Turismo, y la "Empresa Nacional de Turismo" (ENTURSA), dependiente del INI.
El INI, que controlaba la industria en España, fue la entidad encargada de dotar de infraestructura turística al país, durante la primera etapa del auge del turismo a gran escala. Desde 1950 puso en funcionamiento una "Comisión Gestora" con el objeto de crear la "Empresa Nacional de Turismo", que se encargaría de la gestión y construcción de establecimientos hoteleros, para dotar de suficiente alojamiento a la elevada demanda de turistas. 
A su vez la división turística del INI, intervino tanto en el transporte terrestre con ATESA, como en el aéreo con AVIACO y en agencias de viajes con Marsans.

## Privatización
En los primeros años de gobierno socialista (1982-1986), se privatizaron las empresas turísticas que por razones de «interés nacional» gestionaba el Estado. La cadena Entursa fue dividida y privatizada en 1986, repartiéndose entre varias empresas privadas españolas, como los actuales grupos NH, Sol Meliá y HUSA, a excepción del Hotel La Muralla de Ceuta, el Hostal de los Reyes Católicos de Santiago de Compostela y el Hostal San Marcos de León, que por su valor histórico-artístico pasaron a formar parte de la Red de Paradores.